# Kendra Lilly
Kendra Lilly – kanadyjska curlerka z Greater Sudbury w Ontario. Od 2015 roku reprezentuje Northern Ontario w drużynie Kristy McCarville.
Jako juniorka, Lilly cztery razy z rzędu wygrywała mistrzostwo Northern Ontario w latach 2009, 2010, 2011 i 2012. Za każdym razem prowadziła własną drużynę. Jako seniorka przez dwa sezony skipowała drużynę, w której grała z Laurą Forget, Courtney Chenier i kilkoma zawodniczkami na pozycji leada.
W 2015 roku dołączyła do drużyny Kristy McCarville na pozycji trzeciej. Zdobyła z nią dwa srebrne medale na Scotties Tournament of Hearts (w 2016 i 2022) oraz brązowy (w 2023). Zajęła również 3. miejsce w Olympic Trials w 2021.
Jej bratem jest Evan Lilly, również curler.